# Atanatolica flinti
Atanatolica flinti är en nattsländeart som beskrevs av Ralph W. Holzenthal 1988. Atanatolica flinti ingår i släktet Atanatolica och familjen långhornssländor. Inga underarter finns listade i Catalogue of Life.